# Mykanów (gmina)
Mykanów est une gmina rurale du powiat de Częstochowa, Silésie, dans le sud de la Pologne. Son siège est le village de Mykanów, qui se situe environ 14 km au nord de Częstochowa et 76 km au nord de la capitale régionale Katowice.
La gmina couvre une superficie de 140,64 km2 pour une population de 13 822 habitants.

## Géographie
La gmina inclut les villages d'Adamów, Antoniów, Borowno, Borowno-Kolonia, Cykarzew Północny, Cykarzew Północny-Stacja, Czarny Las, Dudki, Florków, Grabowa, Grabówka, Jamno, Kokawa, Kolonia Wierzchowisko, Kuźnica Kiedrzyńska, Kuźnica Lechowa, Lemańsk, Łochynia, Lubojenka, Lubojna, Mykanów, Nowa Rybna, Nowy Broniszew, Nowy Kocin, Osiny, Pasieka, Przedkocin, Radostków, Radostków-Kolonia, Rusinów, Rybna, Stary Broniszew, Stary Cykarzew, Stary Cykarzew POM, Stary Kocin, Topolów, Tylin, Wierzchowisko, Wola Hankowska et Wola Kiedrzyńska.
La gmina borde la ville de Częstochowa et les gminy de Kłobuck, Kłomnice, Kruszyna, Miedźno, Nowa Brzeźnica et Rędziny.